# Tabora
Tabora er en by i den centrale del af Tanzania, med et indbyggertal (pr. 2002) på cirka 128.000. Byen er hovedstad i regionen Tabora.